# Nemzetközi Energiaügynökség
A Nemzetközi Energiaügynökség (International Energy Agency, IEA) 29 tagországot tömörítő, a Gazdasági Együttműködési és Fejlesztési Szervezethez (Organisation for Economic Co-operation and Development, OECD) szorosan kapcsolódó konzultációs szervezet. Célja a lakosság számára kiszámítható, megbízható, megfizethető és környezetbarát energiaellátás biztosítása. A szervezet az 1973-74-es olajválság hatására jött létre, kezdetben az ellátást veszélyeztető rendkívüli helyzetek kezelésének céljával. Az együttműködés egyik eredménye például, hogy a tagállamok folyamatosan fenntartanak egy, a mindenkori összesített kőolajimport 90 napra elegendő mennyiségével megegyező tartalékkészletet, amit ellátási nehézségek esetén felhasználhatnak a piac stabilizálására.
A következő évtizedekben az energetikai piac alakulásával a Nemzetközi Energiaügynökség feladatköre is bővült: ma a kiegyensúlyozott energiapolitika, az energiabiztonság, a gazdasági fejlődés elősegítése és a környezetvédelem is kiemelt tevékenységi területe. Napjainkban egyeztető fórumként szolgál a klímaváltozás problémái kapcsán, valamint a legnagyobb feltörekvő energiafogyasztókkal (Kínával és Indiával), illetve energiaellátókkal (mint például Oroszország) folytatott tárgyalások esetében is.
A szervezet tagállamai
- Amerikai Egyesült Államok
- Ausztrália
- Ausztria
- Belgium
- Csehország
- Dánia
- Egyesült Királyság
- Észtország
- Finnország
- Franciaország
- Görögország
- Hollandia
- Írország
- Japán
- Kanada
- Dél-Korea
- Lengyelország
- Luxemburg
- Magyarország
- Németország
- Norvégia
- Olaszország
- Portugália
- Szlovákia
- Spanyolország
- Svédország
- Svájc
- Törökország
- Új-Zéland